# Costas Philippou
Constantinos Philippou, né le 29 novembre 1979 à Limassol, est un pratiquant professionnel d'arts martiaux mixtes chypriote naturalisé américain. Il combat actuellement à l'Ultimate Fighting Championship dans la division des poids moyens. Il est aussi ceinture violette de jiu-jitsu brésilien.

## Parcours en arts martiaux mixtes

### Ultimate Fighting Championship
Costa Philippou affronte Francis Carmont à l'UFC 165, le 21 septembre 2013 à Toronto,. Lors de combat, il se voit complètement dominer par la lutte de son adversaire et perd par décision unanime.
Il est ensuite programmé face au dernier champion poids moyen du Strikeforce, Luke Rockhold, en combat principal de l'UFC Fight Night 35, le 15 janvier 2014 à Duluth. Rapidement dans le 1er round, il est ouvert à l'arcade par un coup de pied à la tête et quelques coups de pied au corps l'envoient au sol. Il perd alors ce match par KO.

## Palmarès en arts martiaux mixtes
| 18 combats     | 12 victoires | 5 défaites |
| Par KO         | 6            | 1          |
| Par soumission | 1            | 0          |
| Sur décision   | 5            | 4          |
| Sans décision  | 1            | 1          |

| Résultat   | Record   | Adversaire       | Méthode                            | Événement                               | Date              | Round | Temps | Lieu                                   | Notes                                            |
| ---------- | -------- | ---------------- | ---------------------------------- | --------------------------------------- | ----------------- | ----- | ----- | -------------------------------------- | ------------------------------------------------ |
| Défaite    | 12-5 (1) | Gegard Mousasi   | Décision unanime                   | UFC Fight Night: Edgar vs. Faber        | 16 mai 2015       | 3     | 5:00  | Pasay, Philippines                     |                                                  |
| Défaite    | 12-4 (1) | Luke Rockhold    | KO (coup de pied au corps)         | UFC Fight Night: Rockhold vs. Philippou | 15 janvier 2014   | 1     | 2:31  | Duluth, Géorgie, États-Unis            |                                                  |
| Défaite    | 12-3 (1) | Francis Carmont  | Décision unanime                   | UFC 165: Jones vs. Gustafsson           | 21 septembre 2013 | 3     | 5:00  | Toronto, Ontario, Canada               |                                                  |
| Victoire   | 12-2 (1) | Tim Boetsch      | TKO (coups de poing)               | UFC 155: Dos Santos vs. Velasquez II    | 29 décembre 2012  | 3     | 2:11  | Las Vegas, Nevada, États-Unis          |                                                  |
| Victoire   | 11-2 (1) | Riki Fukuda      | Décision unanime                   | UFC 148: Silva vs. Sonnen II            | 7 juillet 2012    | 3     | 5:00  | Las Vegas, Nevada, États-Unis          |                                                  |
| Victoire   | 10-2 (1) | Court McGee      | Décision unanime                   | UFC on FX: Alves vs. Kampmann           | 3 mars 2012       | 3     | 5:00  | Sydney, Australie                      |                                                  |
| Victoire   | 9-2 (1)  | Jared Hamman     | KO (coups de poing)                | UFC 140: Jones vs. Machida              | 10 décembre 2011  | 1     | 3:11  | Toronto, Ontario, Canada               |                                                  |
| Victoire   | 8-2 (1)  | Jorge Rivera     | Décision partagée                  | UFC 133: Evans vs. Ortiz                | 6 août 2011       | 3     | 5:00  | Philadelphie, Pennsylvanie, États-Unis |                                                  |
| Défaite    | 7-2 (1)  | Nick Catone      | Décision unanime                   | UFC 128: Shogun vs. Jones               | 19 mars 2011      | 3     | 5:00  | Newark, New Jersey, États-Unis         | Catchweight à 195 lb (89 kg) Début à l'UFC       |
| Victoire   | 7-1 (1)  | Uriah Hall       | Décision majoritaire               | Ring of Combat 34                       | 4 février 2011    | 3     | 4:00  | Atlantic City, New Jersey, États-Unis  |                                                  |
| Victoire   | 6-1 (1)  | Aung La Nsang    | TKO (coups de poing)               | Ring of Combat 33                       | 3 décembre 2010   | 1     | 0:11  | Atlantic City, New Jersey, États-Unis  |                                                  |
| No contest | 5-1 (1)  | Marcus Finch     | No contest (coup de pied à l'aine) | Ring of Combat 32                       | 23 octobre 2010   | 2     | 2:47  | Atlantic City, New Jersey, États-Unis  |                                                  |
| Victoire   | 5-1      | Victor O'Donnell | Décision unanime                   | Ring of Combat 26                       | 11 septembre 2009 | 3     | 5:00  | Atlantic City, New Jersey, États-Unis  | Remporte le titre poids moyen du Ring of Combat. |
| Victoire   | 4-1      | Aaron Meisner    | Soumission (rear naked choke)      | Ring of Combat 23                       | 20 février 2009   | 1     | 2:27  | Atlantic City, New Jersey, États-Unis  |                                                  |
| Victoire   | 3-1      | John Doyle       | TKO (coups de poing)               | Ring of Combat 22                       | 21 novembre 2008  | 3     | 3:05  | Atlantic City, New Jersey, États-Unis  |                                                  |
| Victoire   | 2-1      | Brendan Barrett  | TKO (arrêt du médecin)             | Ring of Combat 21                       | 12 septembre 2008 | 1     | 3:29  | Atlantic City, New Jersey, États-Unis  |                                                  |
| Victoire   | 1-1      | Tony Andreocci   | KO (coup de poing)                 | Ring of Combat 20                       | 27 juin 2008      | 1     | 0:22  | Atlantic City, New Jersey, États-Unis  |                                                  |
| Défaite    | 0-1      | Ricardo Romero   | Décision partagée                  | Ring of Combat 19                       | 9 mai 2008        | 3     | 5:00  | Atlantic City, New Jersey, États-Unis  | Combat en poids mi-lourd                         |